# Strider Hiryū
Strider Hiryu (ストライダー飛竜 sutoraidā hi ryū) es un personaje ficticio creado conjuntamente por la empresa de videojuegos Capcom y Moto Kikaku en el año 1988. Aunque su origen procede de un manga, se le conoce mayormente por sus apariciones en los videojuegos de Capcom.

## Historia del personaje
Strider Hiryu es un guerrero similar a un ninja que debe eliminar a un legendario villano conocido como Grandmaster Meio. Este observaba el planeta Tierra desde su escondite en una galaxia lejana y creó una estación espacial, la cual bautizó como "Third Moon", entre el planeta Tierra y su Luna original para conquistar el mundo. Transcurre el año 2048 y, armado con un Cypher (una especie de cuchilla afilada, de mano similar a una tonfa, que genera energía de plasma cortante) de nombre Falchion, Hiryu debe recorrer distintas partes del planeta (entre ellos la Unión Soviética y el Amazonas) para buscar y eliminar al dictador. El primer videojuego que apareció fue en el arcade Strider en 1989, un plataformas 2D de avance lateral, que fue convertido a sistemas domésticos como Nintendo NES, Commodore, Amiga o PlayStation. Diez años después (1999) apareció su continuación, Strider 2, primero para máquina recreativa arcade y posteriormente en PlayStation. En 2014 se puso a la venta Strider (2014), una nueva versión del juego original con nuevos recorridos, características, gráficos en 3D (pero manteniendo su jugabilidad 2D) y una reinterpretación de la historia, disponible para PlayStation 3, PlayStation 4, Xbox 360 y Xbox One.

## Origen
El origen de Strider Hiryu se remonta al año 1988, cuando la editorial Kadokawa Shoten publica el manga Strider Hiryu en el Comic Comp semanal. El manga fue ilustrado por Tatsumi Wada y escrito por Tetsuo Shiba para la empresa Moto Kikaku, aunque se le atribuye el éxito a Capcom por ser los autores del concepto original del personaje. La historia del manga es bastante diferente a lo que se mostró luego en los videojuegos. Aquí, Hiryu está retirado del servicio activo de la organización Trancos, debido a que se vio obligado a eliminar a María, su hermana mayor, una agente de Trancos de categoría A que, por motivos desconocidos, se rebeló contra sus aliados. Hiryu regresa al campo de batalla obligado por Matic, el vicepresidente de la organización de Striders, para rescatar a Kain, un excompañero de Hiryu, que ha sido tomado prisionero en Kazajistán. Hiryu parte al rescate de su amigo junto con Sheena, otra compañera. Tras varias luchas, logran encontrar y liberar a Kain, pero este ha sufrido un lavado de cerebro por parte del enemigo y les ataca. Finalmente, Kain vuelve a recuperar el control, pero por desgracia Sheena muere en combate.
Hiryu descubre, gracias a un soldado preso, que una misteriosa organización está llevando a cabo un programa de manipulación mental, conocido como "Proyecto Zain", que pueden convertir a soldados corrientes en auténticos asesinos sin piedad, y que la propia hermana de Hiryu fue sometida anteriormente en ese programa (de ahí que se volviera rebelde sin causa justificada). Por otro lado Matic, el jefe de Hiryu, había estado conspirando con la empresa, colaborando en el desarrollo del proyecto Zain. En el tramo final de la historia, Hiryu y Kain luchan codo con codo para derrocar a Matic y a la organización para detener el proyecto Zain. Después de completar la misión con éxito, el director de Striders, Kuramoto, le ofrece a Hiryu la posibilidad de volver a unirse al servicio, pero este se niega a regresar y abandona las armas para, posteriormente, desaparecer.
Después de que el manga llegara a su fin, se publicó un capítulo extra titulado Trancos Gaiden, que sirve como "precuela" a la historia principal. Se muestra la última misión de Hiryu antes de que se retirara y cuenta con las apariciones de Kuramoto, Kain, y Sheena.

## Apariencia y personalidad
Hiryu va vestido con lo que se supone que es el uniforme oficial de los Striders. Lleva una bufanda roja envuelta alrededor de su boca y que le cuelga por la espalda, dando la impresión de ser como una capa. Viste un traje púrpura (azul en algunos videojuegos) sin mangas, una faja roja y un cinturón blanco. Los tobillos y las muñecas están protegidos con vendas y lleva zapatos tabi.
Hiryu es frío y silencioso. Habla en muy pocas ocasiones, lo que ayuda a aumentar el misterio que rodea a su persona. Por sus rasgos orientales y su acento, se deduce que es japonés, pero se desconoce. En los videojuegos de Marvel VS Capcom se le ve más hablador, pero tampoco demasiado. No parece que tenga intereses particulares en la vida, más allá de erradicar el mal.

## Apariciones
- Strider (1989)
- Marvel vs Capcom: Clash of Super Heroes (1999)
- Strider 2 (1999)
- Marvel vs Capcom 2: New Age of Heroes (2000)
- Capcom Fighting All Stars (2003)
- Namco x Capcom (2005)
- Ultimate Marvel vs Capcom 3 (2011)
- Strider (2014)
- Project x Zone 2: Brave New World (2016)
- Marvel vs. Capcom: Infinite (2017)

Existe un videojuego llamado Strider II lanzado en 1990 por la empresa US Gold con permiso de la filial americana de Capcom, que fue lanzado para varios sistemas del momento como Amiga, Atari ST, Master System o Sega Mega Drive, que fue considerado como la continuación oficial del primer Strider de 1989. La empresa Capcom nunca tuvo en cuenta este videojuego dentro del canon oficial del personaje ni de la serie de videojuegos Strider, y lo ignora como si no existiera. Así pues, en 1999 la propia Capcom lanzó al mercado Strider 2 para recreativas y PlayStation, que sí es la auténtica continuación oficial. Mientras que en Street Fighter V, el maestro de Guy Zeku, se puede transformarse en una versión más joven de sí mismo que tiene un gran parecido con Strider Hiryu tanto en apariencia como en atuendo. En su modo historia, comienza un nuevo clan ninja y considerando que "Striders" es un nombre posible, dando a entender que él es el fundador del clan Strider del que Hiryu forma parte.
- Datos: Q3700256